# イースIX
『イースIX -Monstrum NOX-』（イースナイン モンストルム・ノクス）は、日本ファルコムのアクションロールプレイングゲーム「イースシリーズ」の第9作目で、『イース9』とも表記される。
PlayStation 4版が2019年9月26日に発売され、Microsoft Windows版が2021年7月6日に、日本のNintendo Switch版が同年9月9日に発売。そして、2025年7月31日にはPlayStation 5版が、『イースVIII』と同時発売予定。
サブタイトルの「Monstrum NOX」は、ラテン語で「モンスターの夜」「恐るべき夜」などを意味し、本作においては「怪人の夜」と意訳できる。

## 概要
2018年12月5日に『Project N.O.X』として発表され、カウントダウンサイトがオープン。19日3時のカウントダウン終了と同時にティザーサイトがオープンし、正式タイトルと2019年の発売予定がアナウンスされる。その後、2019年3月28日に公式サイトが正式にオープン、4月25日に同年9月26日の発売予定が発表された。
基本的なゲームシステムは前作「イースVIII」のものをほぼ継承しており、イースシリーズの特徴を踏まえつつブラッシュアップされ、仲間の能力を活かした特殊アクションといった新要素を取り入れている。さらに前作と比較してグラフィック面でのパワーアップが図られており、PS4などの次世代機にふさわしい演出がなされている。
その一方で、2022年に行われた「イースシリーズ作品の人気ランキング」では3位(77票)にとどまっており、1位の「イースVIII -Lacrimosa of DANA-」460票、2位の「イースII -Ancient Ys Vanished The Final Chapter-」215票からは大きく票を開けられている。その理由として、多くのマップが街の中に限られていて閉鎖的であり、ダンジョンも監獄や地下迷宮が多く圧迫感がある……などの評価がなされている。

## ゲームシステム

### 基本システム
難易度
本作では簡単な順に、EASY、NORMAL、HARD、NIGHTMARE、INFERNO、そして、アップデートパッチver.1.05で追加されたLunaticの6種類。変更する時はメニューのオプションから行える。
上昇する程、敵の動きが厳しくなるほか、スキルやブーストが使いにくくなり、入手経験値も下がる。基本的にNIGHTMARE以上の難易度は、二周目以降でチャレンジすることが想定されており、トロフィーコンプリートも二周する必要がある。
異能アクション
怪人達が持つ超常的な力「異能」を発動させ、普段は不可能な行動をとることができる。
街中、フィールド、ダンジョンとあらゆる場所で発動可能で、敵とのバトルだけでなく、ダンジョンのギミック解除や街中での探索にも役立つ。バルドゥークに出現する怪人達の協力を得ることで、発動可能な異能アクションの種類も増えていく。
発動可能になった異能は怪人全員で共有され、特定の異能使用のためにキャラを切り替える必要はない。
発動できる時間には制限があり、キャラの下にゲージで表示。ゲージがなくなると自動的にアクションを終了する。
親密度
アドル以外のキャラには親密度が設定されており、特定のアイテムをプレゼントしたり、物語をある時点まで進めたり、特別なクエストを達成すると上昇。
上昇すれば、グリムワルドの夜でのサポートスキルが強化されるほか、キャラの意外な一面を見れることもある。

### バトル関連
状態異常
本作では毒、混乱、石化、虚弱、呪いの5種類。状態異常にかかると専用のアイコンが表示され、アイテム等で治療しない限り、ゲージがなくなるまで状態異常は続く。
また、状態異常を重ねると、その効果はLv2、Lv3とより強くなり、ゲージの色も濃くなる。効果は以下の通り。
毒
移動するとダメージを受ける。Lv2では攻撃アクション時もダメージを受け、Lv3では常にダメージを受ける。
混乱
移動の際、方向が反転する。Lv2では攻撃が仲間に当たるようになってしまい、Lv3では仲間に当たった攻撃のダメージ量が増加。
石化
移動速度が半減する。Lv2では攻撃アクションとジャンプができなくなり、Lv3では固まって移動できなくなる。
虚弱
被ダメージおよびスキルの消費SPが増加し、状態異常にかかりやすくなるほか、ブーストゲージと異能ゲージの減少速度が上昇。Lv2、Lv3と上昇すると更に効果が大きくなる。
呪い
暗闇状態になり、移動速度が減少するほか、被ダメージ増加。Lv2、Lv3と上昇すると更に効果が大きくなる。

HP回復
通常のフィールドでは、行動せずに留まっていると、それだけでHPが自然に回復する。留まっている時間が長くなる程、回復速度も上昇。
ダンジョンで自然回復をするには、特定の装備が必要になる。
スキル攻撃
各パーティキャラには専用のスキル攻撃があり、SP（スキルポイント）を消費することで発動できる。
SPはパーティキャラ全員で共有する。通常攻撃ヒット時に回復するほか、攻撃を行っていない時に高速で自動回復する。
属性、ブレイク
本作での攻撃に付与された属性は、「斬」「打」「射」の3属性。この属性はキャラ毎に決められているが、特定のアイテムで変更が可能。
敵には「斬」「打」「射」の属性のいずれかに弱点属性が設定されていることがあり、ターゲティングすると分かるようになっている。
弱点属性で攻撃するとブレイク状態にでき、ブレイク状態にすると、ブレイク時に大ダメージを与えられるうえ、敵の防御力が大幅にダウンする。
フラッシュムーブ、フラッシュガード
敵の攻撃をタイミングよく回避すると発動する。
フラッシュムーブは、一定時間無敵状態になり、敵の動きがスローモーションになる。
フラッシュガードは、一定時間ダメージを無効化し、SPとブーストゲージが溜まるほか、攻撃が全てクリティカルになる。
ブースト
「ブーストゲージ」と呼ばれる黄色のゲージを、敵を攻撃したりフラッシュガードを成功させる等して半分以上溜めると使用できる。ブースト発動時は使用したキャラがアップで映る。ただし、何もせずにいると溜まったゲージは減少していく。
ブースト中は、ゲージがなくなるまで通常攻撃とスキル攻撃が強化、被ダメージ減少、SPの回復量上昇、HPが自動回復、攻撃・移動速度上昇、連撃回数増加と様々な恩恵がある。
EXTRAスキル
いわゆる必殺技で、ブースト中にのみ発動できる強力なスキル攻撃。使用するとブーストゲージはゼロになる。

### イベントバトル関連
グリムワルドの夜
バルドゥークに発生した瘴気の渦の内部の空間に出現する大量の邪霊を相手に戦闘を行う。発生させるにはバルドゥーク内にある瘴気から発生する邪霊との戦闘をこなして「NOXゲージ」を一定数値以上に上昇させる必要がある。
本作では、基本的に戦闘に参加するのはメインメンバーの3人だが、グリムワルドの夜ではメインメンバー以外の怪人も全員出撃し、独自の判断で戦う総力戦となる。
戦闘形態には大別して、グリムワルドの夜の浄化に必要な柱「スフェン」を破壊されないよう守り抜く「防衛戦」と、邪霊の群れを突破してフィールドに配置された魔の結晶「ラクリマ」を全て破壊する「破壊戦」の2種類がある。
降魔設備
グリムワルドの夜において役立つ設備。バー「ダンデリオン」にいるドギに話しかけると、一定の素材を消費して作成・強化することができる。
種類は以下の通り。
スフェン
グリムワルドの夜を浄化する柱。強化すると耐久力が上がり、破壊されにくくなる。
デコイ
邪霊を周囲に引き付ける。強化すると耐久力および設置数が増える。
ルクス・カノン
照明弾を打ち出し、邪霊を攻撃する。強化すると威力が上昇し再装填までの時間が短くなるほか、ブレイク効果が付与される。
ペンタクル
設置した範囲内の邪霊に状態異常を付与する。強化すると付与できる状態異常の種類が追加されるほか、その効果が強化される。
マスケッター
重力弾を自動発射して邪霊を攻撃する。強化すると攻撃範囲が広がり、与ダメージ量が上昇する。

降魔のカンテラ
ダンデリオンの地下に設置されており、これに「宵闇の欠片」を渡すと、その数に応じて様々な素材が手に入る。中には希少な品もあるが、欠片の必要量は多くなる。宵闇の欠片は、物語の各章終了時点でのNOXゲージの量と同じ数が手に入る。
サポートスキル
パーティメンバーや「ダンデリオン」でアドルの仲間として活動する一部のメンバーは、グリムワルドの夜において様々なスキルを行使して戦闘を援護することができる。
その内容はキャラによって異なり、親密度が上がれば強化される。

## あらすじ
本作は、「イースVIII」におけるセイレン島での冒険、「イースVI」におけるカナン諸島での冒険などに続いて、「イースVII」におけるアルタゴでの冒険を終えた後に行われた、24歳になった主人公アドルの冒険日誌の一冊「バルドゥークの檻」に記されている冒険譚である。
プロローグ
「赤毛のアドル」の異名で呼ばれる冒険家アドル・クリスティンは、彼の相棒ドギと共に、ロムン帝国の属州グリア・エルトリンゲン地方の主要都市のひとつ《監獄都市》バルドゥークを訪れる。
しかし、アトラス洋で発生したロムン艦隊消失事件の重要参考人として指名手配されていたアドルは、ロムン兵士たちに拘束されてしまう。身の潔白を説明するが聞き入れられず、アドルは街の最奥にある「バルドゥーク監獄」に拘留される羽目になってしまう。
厳しい尋問を受け続ける日々の中、何とか脱獄を図るアドルだったが、その道中で、異形の黒いコートと左側の義手・義足が特徴的な謎の女性・アプリリスに出会う。彼女によって受けた呪いによりアドルは、異形の姿と超常の力を有する存在『怪人』の一員『赤の王』となり、「異能」を発現できるようになる。
そして、それと同時に街を離れることができなくなり、バルドゥークを騒がし畏怖されている他の5人の怪人たちと共に、異世界での怪異との戦闘を強制されることになってしまう。
序盤
バルドゥークの街では、ペンドルトン商会が関わっている鉱山による公害や、ロムンの圧政などにより貧民街は苦しんでいた。その貧民街に、商会から盗んだ金貨を与えて救っていた、ペンドルトン商会の次女であり怪人『白猫』キリシャはパーティーとして行動することになる。
地下道からバルドゥーク監獄へと潜入したアドル達は、友人の消息を探るために監獄にいた壮年の男性パークスを脱獄させ、廃屋だったバー「ダンデリオン」を開店してアジトにする。星刻騎士団に所属しており、辻斬りを行っている戦闘狂の怪人『鷹』クレドをパーティーに加え、別ルートで再びバルドゥーク監獄へと向かう。
一方、その騒ぎの中、怪人として活動中のアドルそっくりの姿をした囚人アドルが、バルドゥーク監獄の特殊棟より脱獄を図ろうとし、裏の副業に手を染めている看守グレッグや、監獄に住み着いている聖獣グザヴィエらの協力のもと活動を開始するのであった。
中盤
正体が本物の人形という怪人『人形』アネモナ、拠点ダンデリオンのウェイトレスをしていた怪人『猛牛』ユファ、車椅子暮らしをしている病気の少年である怪人『背教者』 ジュール・ノアらが仲間に加わり、アドル達は監獄に捕らわれている無実の囚人たちを解放して、バーの仲間にしていく。
やがて、星刻教によって迫害を受けたノース教の主神グリムニルは、かつて半神の戦士たちを使役し、「グリムワルドの夜」の異世界で魔物たちと戦っていたことが判明する。異世界グリムワルドとは、グリムニルが創り出した「世界を浄化する仕組み」であり、人の負の感情が魔物となり、それを滅することで世界を浄化するのだという。
マリウスと共に脱獄して街まで戻ってきた囚人アドルだったが、マリウスによって気絶させられてしまう。一方、「星刻騎士団」の団長・シャトラールは、ジュールの父であるスミノフ医師と手を組み、ロムン帝国を排除してグリア独立を図ろうと画策していた。古代種や人造モンスターなどは、そのための副産物であるという。シャトラールの手によってアプリリスは討ち取られてしまう。
終盤
やがて、シャトラールが錬金術を使って人造モンスターを作っていること、そして怪人アドルは「本物のアドルを元にして錬金術によりに産み出されたホムンクルス」であること。そして同様に、『白猫』『鷹』『猛牛』『背教者』の4人は、500年以上前にあった百年戦争時代に「聖女の下で活躍した英雄たちのホムンクルス」であり、アプリリスは「聖女のホムンクルス」であったことが判明する。
シャトラールは、歴史上の天才たちを錬金術でホムンクルスとして複製することで、その力でグリアに強固な軍隊と政治体制をもたらし、ロムンの支配からの解放を考えていた。シャトラールを打ち倒したものの、シャトラール自身もホムンクルスであることが判明して消失してしまう。
そこに、スミノフらに錬金術を指南し、老若男女さまざまな姿を使い分けて、100年戦争時代から生き続けている「はじまりの錬金術師」ゾラが現れる。少年の姿をした彼こそが、『人形』アネモネを魂から錬成し、人形の記憶と聖女の遺髪からアプリリスを蘇らせた張本人であった。そして、「最後の研究」を実現させるべく、冒険家アドルの記憶を元にして、未知の魔物や古代種を超えるなにかを生み出そうとしていた。
試験体として生み出された怪人アドルは、不安定な存在であり再び倒れてしまう。怪人アドルは、意識を共有したアドル本人に記憶と魂を受け渡して、この世から消え去る。
ラスト
最終ダンジョンに突入したアドル達だったが、ゾラは「アドルの記憶」にある過去の冒険で出会った強敵や人物たちの情報をもとに、錬金術により「英知の集合体」である究極のホムンクルス 《アトラ》を生み出す。アトラがいれば、「グリムワルドの夜」で怪人たちは戦わなくて済むとゾラは諭すが、怪人たちはそれを拒絶する。
その後、アトラはゾラの命令から離れて暴走。圧倒的な力を持つアトラであったが、ゾラが錬金術を途中で解除したために弱体化し、アドルたちは激しい戦闘の後にアトラを討ち取る。
エピローグ
怪人としての能力を失った一行は、それぞれ普通の人間として暮らすことになる。アドルは街の人々たちに別れを告げて、ドギと共に旅に出たところで、物語は終わりを告げる。

## 登場人物
★（プレイヤーキャラクター）

### 主人公たち
アドル・クリスティン ★
声 - 梶裕貴
武器 - 片手剣、属性 - 斬
シリーズおよび本作の主人公である赤毛の冒険家。本作では24歳。
指名手配されているため、本作では普段は髪を黒に染めている。
怪人アドル
怪人（モンストルム）としての名は「赤の王」。
異能アクションは、赤黒い軌跡を残しながら離れた場所へ障害物を無視して一瞬で移動する「クリムゾンライン - 王者の道 -」。
囚人アドル
怪人アドルと同一の時間帯に存在する、もう一人のアドル。怪人アドルとほぼ同じ容姿をしている。監獄の特別棟に投獄されているが、看守の協力もあってたびたび脱獄して、監獄内の情報を収集している。
ドギ
声 - 三宅健太
アドルの相棒で「壁壊し」の異名を持つ。本作では29歳。
アドルが「ロムン艦隊消失事件」の重要参考人として連行されそうになった際に庇うも及ばず、身を隠す。後に再会を果たす。
その後はバー「ダンデリオン」の中心人物として裏方を担当し、怪人達の活動を支援する。

### パーティーメンバー
白猫 / キリシャ・ペンドルトン ★
声 - 小松未可子
武器 - 爪、属性 - 打
怪人の一人で、素早さ・身軽さに秀でている。富裕層から金品を盗み、貧しい人々に分け与える義賊として活動している。
バルドゥークの住民達とのコミュニケーションを頻繁にとっていて、街中で派手なパフォーマンスを披露することもある。
本来の姿は、バルドゥーク最大の豪商「ペンドルトン商会」の次女（養子）。
姉のカーラにも劣らない商才の持ち主で、心優しく年頃の少女らしい性格。
異能アクションは、垂直な壁ですら軽々と駆け上がって登る「ヘヴンズラン - 天空散歩 -」。
鷹 / クレド・アイブリンガー ★
声 - 石川界人
武器 - 刺突剣（二刀流）、属性 - 射
怪人の一人で、飛行能力を有する。「天誅」と称して街中で辻斬りを働き、住民達から恐れられている。酒癖が悪い。
性格は粗暴な戦闘狂で、売られた喧嘩を買うだけでなく自ら騒ぎを起こすこともあり、協調性は怪人達の中で最も低い。
本来の姿は、ルシアン麾下の星刻騎士団員で、星刻教会の運営する孤児院で育った。
一度見たものを瞬時に習得できる資質を持ち、頭の回転も速い。
異能アクションは、巨大な翼を広げて長時間の滑空飛行を可能にする「ハンターグライド - 猛禽の翼 -」。
口癖は「クカカ」。
人形 / アネモナ・ラインドール ★
声 - 鈴木愛奈
武器 - スウィープソード&ワイヤードシックル、属性 - 斬
怪人の一人で、人間では捕捉不能な不可視の存在を認知する能力を有する。関節部分は人形のように専用の部品のようなもので繋がっている。
出自が全くの不明、戦闘では人間には明らかに不可能な動きの立ち回りを行う等、怪人達の中でも特に謎が多い。
本来の姿は、「ラインドール骨董店」のシンボルである百年戦争期のアンティークドール。
ふとしたことから自我を持ち、身体も動かせるようになった模様。
異能アクションは、人間の瞳には映らなかったり遮蔽物の向こうにある物体・現象を一時的に視認できる「ザ・サードアイ - 第三の瞳 -」。
背教者 / ジュール・ノア ★
声 - 下野紘
武器 - 魔杖、属性 - 射
怪人の一人で、隠密行動に秀でる。グリア・エルトリンゲン地方やバルドゥークの歴史について何らかの知識がある模様。
人との関りを避ける厭世的な性格のため、人前で姿を見せる機会が極端に少なく、実際に彼の姿を見たことのある住民はほとんどいない。
本来の姿は、バルドゥーク一の名医スミノフの一人息子（養子）。
幼少期に発症した難病により足が動かせず、車椅子に乗っている。読書家で非常に博識。
異能アクションは、影のように身体を地面に潜伏させて周囲に気づかれずに地中を移動する「シャドウダイヴ - 影の門 -」。
猛牛 / ユファ・ガンベルク ★
声 - 佐倉綾音
武器 - 戦槌、属性 - 打
怪人の一人で、純粋な力の強さに秀でる。血縁者がバルドゥークで暮らしているという噂がある。
白猫や鷹のように犯罪を犯すことはなく、怪人達の言い争いでは間を取り持ち調停役に入る等、怪人達の中ではかなりの良識派。
本来の姿は、アドルらが拠点とするバー「ダンデリオン」のウェイトレス。
弟妹達（血の繋がりはない）の親代わりとして、農家の仕事もこなしている。
異能アクションは、持ち前の力を込めた気合の一撃で頑丈な壁や物体を破壊する「ヴァルキリーハンマー - 戦乙女の救済 -」。

### キーキャラクター
アプリリス
声 - 道井悠
バルドゥークでアドルが出会った、黒ずくめの衣装と強い意志が感じられる瞳、義手義足が特徴的な女性。
銃を所持している。この銃から発射される「魔弾」には命中した人間を怪人化させる効果がある。
冷徹とも取れる態度、他者を圧倒する威厳を示す一方で、怪人達の前に時折現れ、助言めいたものを残す等、行動には謎が多い。
パークス
声 - 堀内賢雄
詐欺・経歴詐称の罪でバルドゥーク監獄に投獄されていた、飄々とした壮年の男性。眼鏡をかけている。
アドルとの出会いがきっかけで監獄にまつわる、ある重要な情報の提供者となる。
独自の情報網を有しており、ロムン本国やバルドゥークの裏の事情にも深く精通している。

### サブキャラクター

#### 怪人の協力者
マリウス
声 - 森嶋秀太
バルドゥーク監獄に収監されている青年。若いながらも洞察力と行動力に長けており、人懐っこい性格をしている。
記憶喪失になっており、自分自身が何故監獄に囚われているのかすら覚えていないという。
シャンテ
声 - 石谷春貴
バー「ダンデリオン」の店長を務めるノリの良いオネエ。交友関係は幅広く、住人の情報やロムン帝国側の事情にもある程度精通している。面倒見がよく、過去の人生経験を活かして的確なアドバイスをしており、男女問わず、様々な客からの相談を受けている。
マルゴット
声 - くじら
グリア地方再独立を掲げるレジスタンス組織「解放の鐘」の元首領で、葉巻をこよなく愛する老女。
数年前に反乱を起こして捕まり、収監された監獄の中で「怪人」に関する情報を入手したらしく、何らかの目的で彼らとの接触を図ろうとする。
マクシム
声 - 楠賢将
フードを被り、相棒のフクロウ「アーサー」と行動を共にしている謎多き闇取引人。商売の傍ら、監獄内部や囚人の情報を独自に収集している。
バルドゥーク市街の一角で商売をしており、一般には出回っていない曰くつきの品物や機密情報を商品として取り扱っている。
サラディ
声 - 荒浪和沙
バルドゥーク市内に滞在している、褐色肌が特徴的な旅医者の美女。貧民街の人々を無償で診る等、住民からも頼りにされる。
知り合いの医師を手伝い、医師として精力的に活動しながら「ある物」を探しており、アドルやドギが潜伏する酒場にも顔を見せる。
シルエット
声 - 原奈津子
常に仮面で顔を覆っている、メイド服姿の少女。仮面には「あるものを視えなくする」力が宿っている。見た目とは裏腹に、常識的でお淑やか。
バランを「先生」と呼び、彼の使用人として働いていたが、仮面姿を怪しんだ星刻騎士団に捕らえられ、監獄に収監されてしまう。
バラン
声 - 岩田陸
シルエットをメイドとして雇っている民俗学者。シルエットが特異体質に苦しんでいることに気づき、その抑制のために特別な仮面を着用させた。
アドル達がシルエットを救出したことが契機となって彼らと知り合い、調査事案の資料集めを依頼する報酬として彼らに協力する。
テイト
声 - 大野貴史
利発で心優しい鍛冶師見習いの少年。鍛冶師だった父を数年前に亡くし、現在は妹のアーチェと二人で生計を立てている。
彼の父は生前、「魔を退ける」という特殊な武具「降魔具」を鍛えるための鎚を所持していたらしい。
アーチェ
声 - 桜咲千依
テイトの年の離れた妹。父は既に亡くなっており、兄のテイトと二人で長屋で暮らしている。
アドル一行ととある案件の依頼から面識を持ち、それ以降は兄と共にダンデリオンに身を寄せ、アイテムの倉庫番を担当する。
イリス
声 - 近藤玲奈
暗殺者を名乗る少女。グリアの現統治者であるリンドハイム枢機卿に恨みがあり、暗殺を謀るも、彼が決行日に総督府を開けていたため失敗。
暗殺未遂の罪で監獄に収容されていたところを、アドル達と出会い脱獄し、ダンデリオンに身を寄せる。
ルシアン
声 - 森山侑
星刻騎士団の副団長。清廉潔白で、腕も立つ。最近、騎士団で無実の人間の誤認収監が相次いでいる件を抗議するも自身が収監され、周囲には
「長期休暇中」とされていた。ロムン本国に護送されるところを、部下の依頼を受けたアドル達に救われ、騎士団との情報仲介を請け負う。
グザヴィエ
声 - 守屋亨香
エウロペ地方で「聖獣ルー」と呼ばれている獣の一種。人間とは異なる独自の言語体系を持っているのだが何故か人語を操り、
上から目線の横柄な態度で人間に接してくる。監獄内に住み着いていたらしく、アドルとの出会いから協力者の一匹として力を貸していく。
モルビアン
声 - 峰健一
繁華街の運河にある壺の中に籠もっている、ウーパールーパーのような謎の生物。見つけるとダンデリオンにやって来る。
彼からは様々な素材を購入できるほか、保存食で餌付けして仲良くなれ、仲良くなる度にアイテムが貰える。

#### 怪人の家族・関係者
カーラ
声 - 大西沙織
バルドゥークで最大規模を誇るペンドルトン商会の女性商人でキリシャの義姉。優秀な交易商としてその将来を期待されており、父・リッシュから本店の実務を任されている。商人としてメキメキと頭角を現す一方、引っ込み思案な妹・キリシャとの関係が微妙なものになっている。
リッシュ
キリシャとカーラの父親で、ペンドルトン商会の統率者。「損して得をとれ」が信条で、商売に対するスタンスは厳格。エルトリンゲン戦役の際、グリアの敗北を予測してロムンと提携し、その伝手で商会を大きくしたが、その行動に対してはグリア人の間で賛否が大きく分かれている。
ラルフ
星刻教会のバルドゥーク中央区大聖堂の神父で、かつてはクレドがいた孤児院を運営していた。星刻騎士団に入団後に音沙汰がなくなった彼を心配しており、クレドのことを尋ねに来たアドル達に彼の過去を話した。
リサ
クレドのいた孤児院で世話係をしていたシスター。故人。彼の話を完全には理解できずともよく耳を傾け、彼の心の支えになっていたが、クレドに言いがかりをつけて返り討ちにあった貴族による孤児院襲撃の際に、孤児を庇って命を落とした。
ロドリオ
声 - 杉崎亮
メリサ
声 - 本多真梨子
職人街でラインドール骨董店を経営する老夫婦。アネモナを看板娘として大切にしている。メリサはアネモナが身体を動かせることに気づいている。
スミノフ・ノア
声 - 佐藤彗
ジュールの義父で、バルドゥークでは有名な医者だった。5年前に罪状不明のままバルドゥーク監獄に収監され、以後音信不通となっている。監獄では、シャトラールの指示の下に、謎の実験を行っている模様。
パルメ
声 - 藤田しずく
ジュールの義母で、料理が得意。夫を信じており、帰りを待ち続けている。子供好きだが、彼女は子供が産めない体質だったため、夫と相談してジュールを養子として引き取った。
マーク
声 - 結城光
ウード
声 - 山川朋美
エル
声 - 七瀬ゆか
ユファの弟妹達。マークとウードが弟で、エルが末妹。兄弟仲は非常に良好。
フェリクス
声 - 近藤雄介
ユファの幼馴染で、闘技場で人気急上昇中の若手闘牛士。ユファ達は彼の出番の際は、チケットを貰って闘牛を観戦しに行く。

#### 怪人の敵対者
シャトラール
声 - 小野友樹
星刻教会の布教活動と属州の治安維持を目的としたグリア地方の騎士修道会「星刻騎士団」の団長。相手の行動を点数で評価するのが口癖。敬虔な星刻教徒としても知られており、眉目秀麗な姿から街で評判の人物でもある。冒険家として各地で様々な経験をしてきたアドルに興味を抱く。
ベルガー
声 - 志村貴博
バルドゥーク監獄の監獄長を務めるロムン帝国軍人。軍人・上官としての判断能力に優れ、街を騒がせる怪人に対しては容赦しない。
直情的な性格で融通の利かない面もあるが、彼なりの正義感を持ち、筋を通した行動をとるため、部下や身内からの信頼は厚い。
イングリド
声 - 原奈津子
ロムン帝国からバルドゥーク監獄に出向している理知的な女性尋問官で、収監されたアドルの尋問を担当。徹底的な現実主義者で、アドルがこれまでに経験した数々の冒険や不思議な出来事を全く信じていない。実は本当の職は、古代の秘具等による超常現象を調査する「奇蹟調査官」。
ゾラ
声 - 村中知（少年時）、岡井カツノリ（大人時）
百年戦争の時代から生き続けている錬金術師。技量は高く、自分の身体すら錬成で自由自在に変えられる。ある目的のために、アドルを狙っている。シャトラールやアプリリス、スミノフとは何らかの関係がある模様。

## 世界観
《監獄都市》バルドゥーク
本作の舞台となる街。エステリア北東の半島に位置するロムン帝国属州、グリア・エルトリンゲン地方の主要都市の一つ。
街中に「バルドゥーク監獄」があり、「監獄都市」とも呼ばれている。監獄を中心に城壁や堀が張り巡らされ、城塞都市時代の名残も見られる。
グリア・エルトリンゲン地方における交通の要衝でもあるため、旅人や商品を対象とする宿屋、酒場、交易所等が軒を連ね、近年では劇場、公衆浴場といった大衆向け施設も充実しつつある。星刻教会の枢機卿リンドハイムがグリア総督を兼任して統治しているが、現在行方不明となっている。
エルトリンゲン戦役ではロムン帝国に最後まで抗戦したが、将来を見据えてロムンに与した住民と、敗戦まで抵抗を貫いた住民との間で貧富の差が発生、社会問題となっている。
最近、街中では「怪人（モンストルム）」と呼ばれる正体不明の者達が騒ぎを起こしており、住民達の噂の的となっている。
バルドゥーク監獄
バルドゥークの最奥に位置する、ロムン帝国最大の監獄施設。元々は国境を守る要塞だったが、現在は大きく改築されて巨大監獄として利用されている。入口は正面の跳ね橋一つだけで、周囲を峻険な岩壁と深い堀に囲まれており、脱獄は不可能と言われている。
過去には帝国を批判する人々を政治犯として収容していたことがあり、監獄に対する住民の心証はあまり良くない。
内部はかなり広く、複数の区画に分かれている。大改築が行われた影響で、区画の中には現在の住民や看守達には未知の領域がある。
それぞれの区画間の往来は、監獄の中の一定の区画のみを管轄するロムン帝国軍や星刻騎士団は勿論、看守であっても厳しく制限されており、現在では全容を知る者はほとんどいない。
怪人（モンストルム）
人智を超えた超常的な力と奇抜な姿を持つ神出鬼没・実態不明の人物達。「怪人」という呼称は、普通の人間とは明らかに一線を画する異能と出で立ちからきている。
バルドゥークにおいて様々な活動を行っているが、統率は取れていないらしく、住民からは恐れられることが多い。
人間離れした異能や姿と引き換えに、障壁によって、バルドゥークの外からは出られない。アプリリスや怪人達はこれを「呪い」としている。
星刻教会
エレシア大陸全土において、ロムン帝国の国教である星刻教の布教活動を行う巨大宗教組織。
他の地域同様、バルドゥークでの信仰も篤く、大聖堂には休日になると多くの人々が集まり、ミサが行なわれている。
星刻騎士団
星刻教会の数少ない騎士修道会の一派。グリア地方では近年、シャトラールが騎士修道会を立ち上げ、バルドゥーク監獄を本拠地としている。
教会に対して半分脅しのような形で設立を認めさせた経緯を持つが、現在はロムン帝国総督府と上手く折り合いをつけ、バルドゥークの治安維持を共同で行っている。
グリムワルドの夜
バルドゥークとは別の次元に広がる領域。空は赤く染まり、二つの月が赤く輝く。アプリリス曰く「人と魔の境界が最も曖昧になる世界の狭間」。
内部には大量の邪霊（ラルヴァ）と呼ばれる魔物が生息しており、怪人が魔物を全て倒すことでバルドゥークの「浄化」が行われ、バルドゥークはその存在を維持できる。
入り方には、強制的に召喚される方法と瘴気の渦から自ら入る方法の2種類に大別され、強制的に召喚される場合、怪人達は直前に空間の揺らぎを察知して、召喚されることを知ることができる。
邪霊（ラルヴァ）
グリムワルドの夜を活性化させるといわれる、グリムワルドの夜の世界に生息する魔物。怪人でない一般人には認知できず、実害もない。
バルドゥークの内部に存在する暗黒の瘴気から出現することもある。
障壁
バルドゥークの至る場所に張られている結界。怪人となった者は障壁毎に定められた特定の条件を満たさないと障壁の向こうに行くことができず、無理に通ろうとしても強い力で押し戻される。
解放の鐘
バルドゥークにかつて存在したレジスタンス組織。ロムン帝国によるグリア地方への圧政に反旗を翻し、グリア地方独立を掲げ活動していた。
3年前にバルドゥークで大規模反乱を起こすも鎮圧され、主要メンバーが監獄に収容されたことで事実上壊滅。しかし、彼らの決死の行動で、圧政を行っていた前グリア総督は更迭され、穏健派のリンドハイムに交代する等一定の成果を上げた。
しかし、追手を逃れた一部の若手メンバーは組織を再結成し、水面下で活動しているとの噂がある。
エルトリンゲン戦役
8年前に、グリア王国を属州にしようとしたロムン帝国とそれを阻止しようとしたグリア王国の間に勃発した戦争。
戦いは終始ロムン優位で進み、バルドゥーク郊外では大規模会戦が行われ、ロムン軍の前にグリア軍は敗走、バルドゥークに逃げ込み籠城戦となる。しばらくして食糧が尽きかけ、バルドゥーク内部では略奪が横行。治安の悪化を見かねたバルドゥーク駐留軍が籠城軍と協力して一世一代の奇襲作戦に打って出るも、直前で籠城軍を率いるグリア王族出身の将軍が怖気づいて翻意し、援護しなかったことで、駐留軍は大敗。直後になだれ込んだロムン軍によって王城は陥落（これは逸って功績を求めたロムン軍の暴走によるものであり、対外的にはグリア王家による無血開城と公表）、戦争はロムン帝国の勝利で終戦した。
この戦役でグリア王国は滅亡し、ロムン帝国の属州となった。また、グリア王家は没落し、国王はロムン軍の刃を受け戦死、一人娘のエレアノール王女も行方不明となった。
ノース教
グリア地方で過去に信仰されていた土着の宗教。主神「グリムニル」と閉ざす者「ル・キ」と呼ばれる二柱の神を主に信仰する。
グリムニルとル・キの果てなき争いにより世界は成り立ち、この二柱および彼らに属する神々の争いの果てに「神々の黄昏」と呼ばれる世界の滅びが起こるという終末思想が信じられていた。
星刻教が他地方から入ると、グリアの住民間では世界終末の教義の忌避、上層部では星刻教の影響力によるグリア地方の平定が重視され、星刻教に改宗。ノース教信者は同じグリア人に迫害され、地下墓所で密かに信仰を続けたが、現在では廃れている。
百年戦争
今から約500年前にグリア王国とブリタイ王国の間に勃発した長きにわたる戦争。
戦いは当初はブリタイの優勢で進んでいたが、戦争末期にグリアの農家出身の「聖女」ロスヴィータが挙兵。すると、破竹の勢いで勝利を重ね、形勢はグリア優勢に逆転。彼女の軍勢によるバルドゥーク奪還により、戦争はグリア勝利で終結。だが、立役者であるロスヴィータは、彼女の存在を疎んだグリア王家の密通者およびブリタイ側の騙し討ちにより火刑にされた。
バルドゥークでは、ロスヴィータ率いるバルドゥーク解放軍がバルドゥークを奪還した日を「戦勝記念日」と定め、その日にグリア軍の勝利を祝い、戦争で命を落とした者の魂の鎮魂を祈る「戦勝記念祭」が行われ、祭の時期の前後は観光客も多く集まる。
一説によれば、ロスヴィータが最も信頼を寄せていた戦友が数名いたと伝えられているが、副官が貴族であることと「聖剣使い」が英雄達の中で最初に戦死したことを除き、その最期はおろか名前さえ後世には伝えられていない。その理由については、聖女の栄光に隠れて廃れたとも、意図的に隠されたとも言われておりはっきりしていない。